# Euploea punctaria
Euploea punctaria är en fjärilsart som beskrevs av Hans Fruhstorfer 1910. Euploea punctaria ingår i släktet Euploea och familjen praktfjärilar. Inga underarter finns listade i Catalogue of Life.